# Ong Beng Hee
Ong Beng Hee (* 4. Februar 1980 in Penang) ist ein ehemaliger malaysischer Squashspieler und aktueller -trainer.

## Karriere
Im Alter von acht Jahren begann Ong Beng Hee mit Squash und gewann in seiner Juniorenkarriere zahlreiche Turniere. Schon 1996 begann er seine Profikarriere. Im August 1998 wurde er in den Vereinigten Staaten Weltmeister in der U19-Klasse, als er im Finale gegen Wael El Hindi gewann. Bereits ein Jahr zuvor zog Ong Beng Hee nach England, wo er lange Jahre lebte und trainierte.
Zwischen 2000 und 2006 wurde er viermal hintereinander Asienmeister, in den Jahren 2000, 2006 und 2008 gewann er außerdem mit der malaysischen Nationalmannschaft den Mannschaftstitel. Mit dieser nahm er 1999, 2001, 2003, 2005, 2007, 2009, 2011 und 2013 an Weltmeisterschaften teil. Bei den Asienspielen gewann er 2002 und 2006 im Einzel die Goldmedaille, 2010 und 2014 Bronze. 2010 und 2014 errang er mit der Mannschaft zudem die Silbermedaille. Bei den Commonwealth Games gewann er ebenfalls zwei Medaillen, jeweils mit Landsfrau Nicol David im Mixed: Silber 2002 und Bronze 2010. Seine höchste Platzierung in der Weltrangliste war Rang sieben im Dezember 2001. Auf der Profitour gewann er 15 Titel. In den Jahren 2012 bis 2014 wurde er malaysischer Landesmeister. Am 1. Juli 2015 beendete er seine Karriere und nahm eine Trainertätigkeit beim malaysischen Squashverband auf. 2017 wurde er Nationaltrainer Katars. 2021 übernahm er den Posten des Nationaltrainers beim US-amerikanischen Squashverband. 2024 trat er von diesem Amt zurück und gründete eine Squashakademie in China.
Ong Beng Hee ist seit dem 6. Mai 2012 mit Winny Tan verheiratet. Das Paar hat zwei Töchter (* 2014, * 2016).

## Erfolge
- Asienmeister im Einzel: 4 Titel (2000–2006)
- Asienmeister mit der Mannschaft: 3 Titel (2000, 2006, 2008)
- Gewonnene PSA-Titel: 15
- Asienspiele: 2 × Gold (Einzel 2002 und 2006), 2 × Silber (Mannschaft 2010 und 2014), 2 × Bronze (Einzel 2010 und 2014)
- Commonwealth Games:  1 × Silber (Mixed 2002), 1 × Bronze (Mixed 2010)
- Malaysischer Meister: 3 Titel (2012–2014)